# واوسي
تقع مدينة واوسي شمال ولاية الخرطوم محليه الخرطوم بحري وحده الريف الشمالي الجيلي حيث تمتد حدودها شرقا طريق التحدي عشرات الكيلومترات وغربا نهر النيل وشمالا قري وود رملي وجنوبا الدوم والجيلي. وهي واحدة من اقدم المناطق التاريخية في الخرطوم. حيث يرجع تاسيسها الي العام 1505 متزامنا مع قيام أول دولة إسلامية في السودان دولة الفونج (السلطنة الزرقاء)اسسها الشيخ ادريس بن الارباب العالم والفقيه ورجل الدين ومفتي الدولة السنارية بعد قدومه من منطقة العيلفون.

## تاريخها
هي منطقه ذات اصول محسيه حيث يرجع الغالبية العظمى من ابنائها إلى الشيخ ادريس ود الأرباب وهو رمز ديني معروف عالم العيلفون المعروف ورجل الدين الورع وصاحب الخلاوي المعروفة نتيجه لنزوح ابنيه محمد وعبد القادر لكن قبل مجي الشيخ ادريس كان اصلها هم ركابية، وتزوج منهم الشيخ أدريس بن الأرباب زوجتة طاهرة بنت أب عقرب. عليه فهم أول سكان واوسِّي وأخوال أولاد الشيخ إدريس بن الأرباب وقيل ان الحامداب حيث اتو اليها من زمن حروبات الملك عجيب المانجلك وقد حصل تصاهر فيما بينهم وبين عدد من افراد القبائل التي استوطنت المنطقة وهي من اقدم القرى في ولايه الخرطوم.
```
النشاط الاقتصادي:
```

تشتهر منطقه واوسي بزراعه البصل والبطاطس والفول وغيرها من الخضروات والمحاصيل وتشتهر أيضا بزراعه الموالح خاصه الليمون حيث تمد العاصمة السودانية بهذه المحاصيل بالاضافه للاعلاف يمتهن أهل المنطقة الزراعة وهي مهنتهم الأساسية توارثوها من اجدادهم جيل بعد جيل وكذلك الرعي حيث تذخر المنطقة بالمواشي وكذلك التجارة.
التعليم:
التعليم قديم في واوسي حيث بدا بالخلاوي وكانت تقتصر بالعلوم الدينيه والفقه والحساب ومن الخلاوي خلوه الشيخ علي بواوسي الشيخ علي وخلوه الشيخ عبد القادر بواوسي الشيخ عبد القادر وخلوه الفكي دفع الله بواوسي غرب 
عند انتشار التعليم في النص الأخير من القرن الماضي يمتهنون العمل في دواوين الحكومة وفي القطاع الخاص.

## أحياء واوسي
منطقة واوسي عباره عن مجموعه من القرى.. ستة قرى هي:
- 1-واوسي الشيخ عبد القادر.
- 2-واوسي الوادي.
- 3-واوسي الشيخ علي.
- 4-واوسي وسط.
- 5-واوسي غرب.
- 6- واوسي الجديدة.

إزدادت التنمية بالمنطقة مع إنشاء مصفاه الخرطوم بالجيلي حيث وفرت المواصلات والإمداد الكهربائي والمائي.

## معالم سياحية

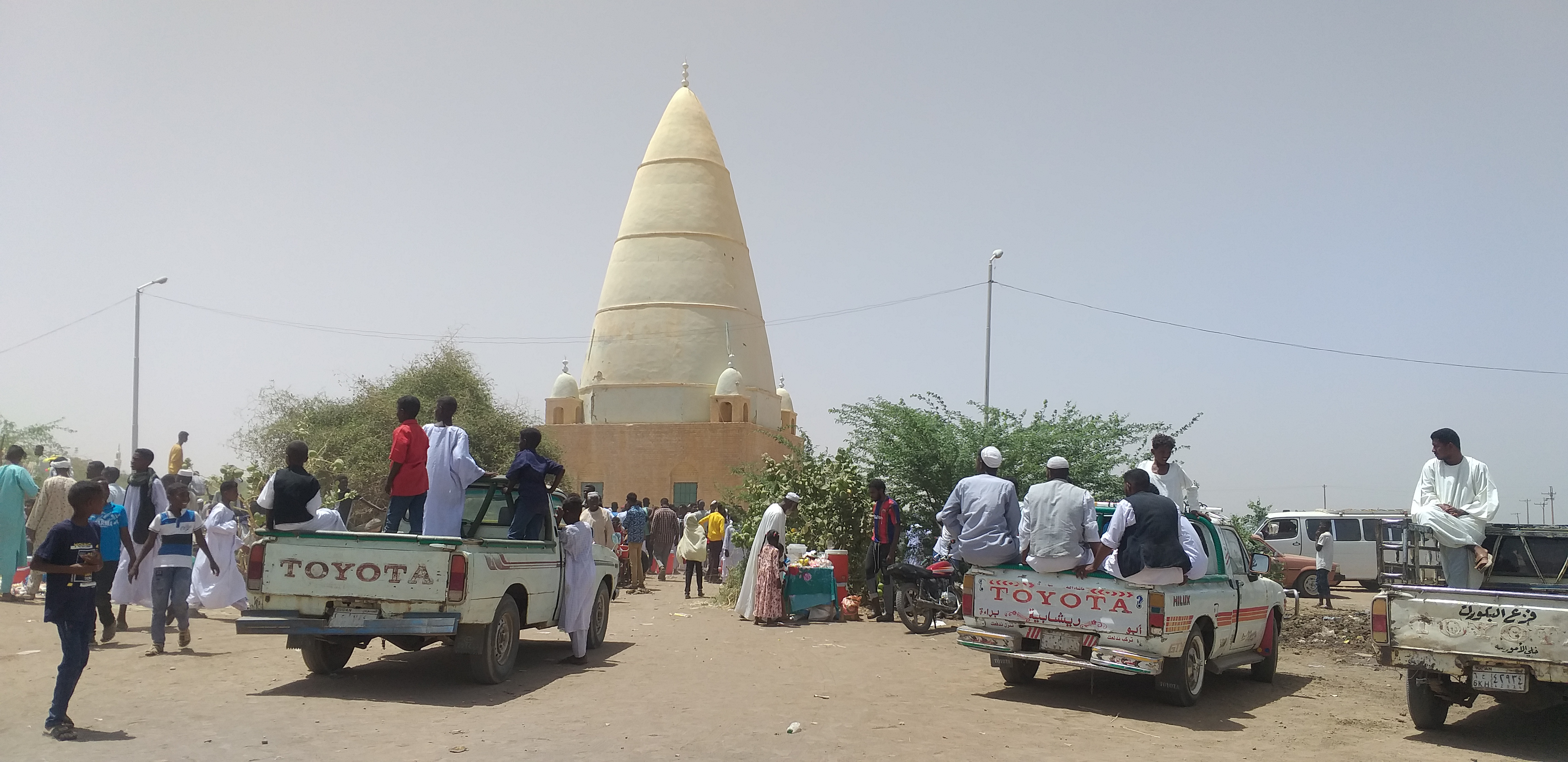

يوجد في المنطقة مزار ديني معروف وهو قبه الشيخ عبد القادر بن الشيخ ادريس ود الأرباب ومسجدومسيد الشيخ علي ود حسن ومسجد الفكي دفع الله بواوسي غرب. كما توجد بها مزارع الليمون والجوافه وحجار الشيخ عيسي البازلتية كما توجد بها جزيرة واوسي ذات الطبيعة الخلابة، وهي مسقط رأس الزبير باشا رحمة القائد السوداني الشهير

## رموز واعلام
يوجد بالمنطقة خلاوي وتعتبر خلاوي الشيخ عبد القادر والشيخ علي من أشهر هذه الخلاوي ومسجد الفكي دفع الله العتيق 
```
تقلد أبناء المنطقة مناسب رفيعه في الدولة منهم 
```

في العمل البرلماني محمد الحسن عثمان النائب البرلماني السابق بالمجلس الوطني والقطب الاتحادي الديمقراطي الشهير
الوسيلة حسن منوفلي معتمد الحصاحيصا وشرق النيل الاسبق والوزير السابق بوزاره الزراعة بولايه القضارف والان رئيس الاتحاد المهني المهندسين الزراعيين
```
صديق علي احمد الأمين العام لاتحاد مزارعي ولايه الخرطوم 
احمد عثمان الريح المراجع العام لجمهوريه السودان سابقا
د.بشير محمد رملي الاستاذ بكلية الاقتصاد جامعة الخرطوم والحاصل علي الزمالة الملكية من جامعة اوكسفورد
د.التجاني الطيب وزير الدولة الاسبق بوزاره المالية والمستشار بصندوق النقد الدولي.
```

ا.دمحمد رملي احمد عبد القادر فور البروف والمحاضر بكلية الصيدلة جامعة الخرطوم سابقا.
الشيخ ادريس عوض الكريم بلال وكيل وزارة العمل سابقاومدير شركة بيطار سابقا.
الاستاذ ومربي الأجيال البشرى محمد دفع الله 
د.السر حسن احمد الطاهر مستشار سابق لوزير الزراعة والثروة الحيوانيه بولايه الخرطوم 
مولانا مبارك العوض حسن العوض رئيس مجمع محاكم بحري وشرق النيل سابقا
مبارك العوض محمد المراجع القانوني المعروف والحائز الزمالة البريطانيه في المحاسبة القانونيه
د.الفكي محمد الحسن المحاضر بقسم اللغة العربيه بالجامعة الاهليه 
د.سعيد محمد الشيخ ادريس المحاضر بكليه التجارة جامعه وادي النيل
د.حيدر الزمزمي اخصاءي الباطنية 
رياضيا تشهد منطقه واوسي نهضه رياضيه حيث يوجد في كل قريه نادي منها مثل نادي الشعلة والاتحاد والإخلاص والنصر وغيرها من الانديه
كما يوجد عدد من اللاعبين يلعبون في انديه الدوري السوداني الممتاز مثل محمد عثمان هنو وراجي عبد العاطي والكابتن علم الدين حامد التاجر بفريق الرفاع البحريني والشاعر حسين مزك